# Fear Before
Fear Before (initialement nommé Fear Before the March of Flames) est un groupe américain de rock expérimental qui réside à Aurora, dans le Colorado. Ils ont commencé à se faire connaitre par l'intermédiaire d'un podcast, où ils proposaient leurs expérimentations musicales. Les différentes influences de ce groupe viennent principalement du hardcore, du screamo et du rock.

## Discographie
| Date de sortie | Titre                 | Label                             |
| -------------- | --------------------- | --------------------------------- |
| 2003           | Odd How People Shake  | Rise Records/Equal Vision Records |
| 2004           | Art damage            | Equal Vision Records              |
| 2006           | The Always Open Mouth | Equal Vision Records              |
| 2008           | Fear Before           | Equal Vision Records              |